# جوزيف بارنز
جوزيف بارنز (بالإنجليزية: Joseph K Barnes) هو ضابط وجراح أمريكي، ولد في 21 يوليو 1817 في فيلادلفيا في الولايات المتحدة، وتوفي في 5 أبريل 1883 في واشنطن العاصمة في الولايات المتحدة بسبب التهاب الكلى.